# Mevastatin
Mevastatin (compactin, ML-236B) là một tác nhân hạ đường huyết thuộc nhóm statin.
Nó được phân lập từ nấm Penicillium citrinum bởi Akira Endo vào những năm 1970 và ông đã xác định nó là chất ức chế men khử HMG-CoA,, tức là statin. Mevastatin có thể được coi là thuốc statin đầu tiên; các thử nghiệm lâm sàng trên mevastatin đã được thực hiện vào cuối những năm 1970 tại Nhật Bản, nhưng nó chưa bao giờ được bán trên thị trường. Thuốc statin đầu tiên có sẵn cho công chúng là lovastatin.
Mevastatin từ đó đã được dẫn xuất hóa thành hợp chất Pravastatin, một loại dược phẩm được sử dụng trong việc giảm cholesterol và ngăn ngừa bệnh tim mạch.
Trong ống nghiệm, nó có đặc tính chống đông.
Một nhóm người Anh đã phân lập hợp chất tương tự từ Penicillium brevicompactum, đặt tên là compactin và công bố kết quả của họ vào năm 1976. Nhóm Anh đề cập đến các đặc tính chống nấm mà không đề cập đến ức chế men khử HMG-CoA.
Liều cao ức chế sự tăng trưởng và tăng sinh của các tế bào khối u ác tính.

## Sinh tổng hợp
Quá trình sinh tổng hợp mevastatin chủ yếu được thực hiện thông qua con đường PKS loại 1, nó tiến hành theo con đường PKS như trong hình 1 cho đến khi đạt đến trạng thái hexaketide khi nó trải qua chu kỳ Diels-Alder. Sau khi chu kỳ hóa, nó tiếp tục đi qua con đường PKS đến một nonaketide sau đó nó được giải phóng và trải qua quá trình oxy hóa và mất nước. Người ta cho rằng các quá trình oxy hóa được tạo thành trước bởi một polypeptide tương tự như cytochrom p450 monooxygenase, được mã hóa bởi mlc C trong gen mevastatin. Cuối cùng, quá trình sinh tổng hợp được hoàn thành bởi PKS tạo điều kiện cho việc bổ sung một dechetide sidechain và methyl hóa bởi SAM. Hình 1 cho thấy mevastatin ở dạng axit nhưng nó cũng có thể ở dạng lactone thường thấy hơn. Con đường này lần đầu tiên được quan sát thấy ở Penicillium cilrinum và sau đó được phát hiện ra rằng một loại nấm khác, Penicillium brevicompaetum cũng sản xuất mevastatin thông qua con đường PKS.

### Hình 1. Con đường sinh tổng hợp

Lactone và dạng axit của mevastatin

## Dược lý
Tăng cholesterol trong máu kéo dài làm tăng nguy cơ mắc bệnh tim mạch. Mevastatin có tác dụng làm giảm sản xuất cholesterol ở gan bằng cách ức chế cạnh tranh HMG-CoA reductase, enzyme xúc tác bước giới hạn tốc độ trong con đường sinh tổng hợp cholesterol thông qua con đường axit mevalonic. Khi nồng độ cholesterol trong gan giảm, nó sẽ làm tăng sự hấp thu của cholesterol lipoprotein mật độ thấp (LDL) và làm giảm mức cholesterol trong tuần hoàn. Nó cũng đã được chứng minh rằng mevastatin điều hòa tăng cường nitric oxide synthase (eNOS) nội mô, rất cần thiết để duy trì một hệ thống tim mạch khỏe mạnh.